# John Sainsbury, Baron Sainsbury of Preston Candover

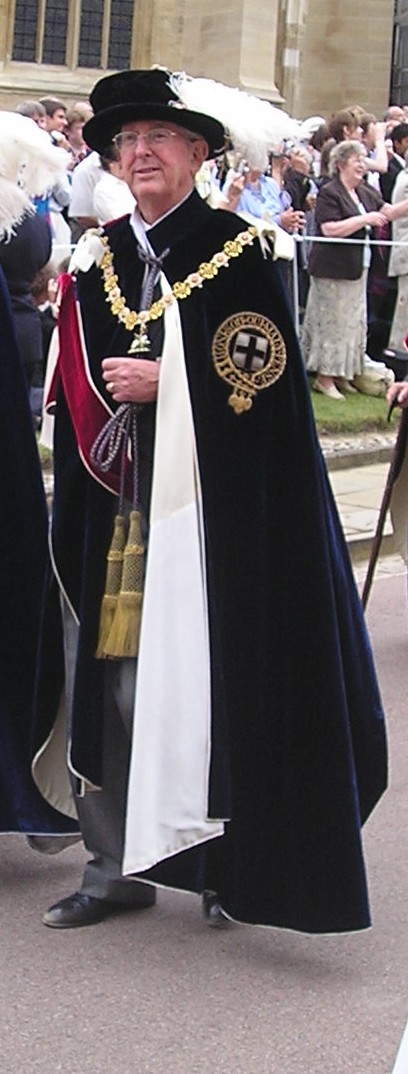
Lord Sainsbury of Preston Candover im Ornat des Hosenbandordens, 2006.

Wappen des Lord Sainsbury of Preston Candover

John Davan Sainsbury, Baron Sainsbury of Preston Candover, KG Kt (* 2. November 1927; † 14. Januar 2022) war der Präsident von J Sainsbury, ein britischer Geschäftsmann und Politiker der Conservative Party.

## Herkunft, Verwandtschaft und Studium
Er ist der Sohn von Alan Sainsbury, Baron Sainsbury, und der Neffe von Sir Robert Sainsbury. Seine jüngeren Brüder sind Simon Sainsbury und Tim Sainsbury, frühere Handelsminister, ebenfalls der Conservative Party. Der frühere Wissenschaftsminister David Sainsbury der Labour Party ist ein Cousin.
Seine Urgroßeltern, John James Sainsbury und Mary Ann Staples, gründeten 1869 ein Lebensmittelgeschäft in der 173 Drury Lane, welches zur britischen Supermarktkette Sainsbury's wurde. Er wird auch teilweise „Mr JD“ Sainsbury genannt, so wurde er in seiner Zeit bei Sainsbury's genannt.
Sainsbury besuchte das Worcester College der Universität von Oxford, wo er Geschichte studierte. Er kaufte von Peter Cadbury ein seit dem 18. Jahrhundert bestehendes Anwesen in Preston Candover in der Grafschaft Hampshire. Sainsbury pflanzte hier Bäume neu an, die Cadbury heruntergeschnitten hatte, um das Haus größer wirken zu lassen.

## Mitgliedschaft im House of Lords
Sainsbury wurde am 31. Januar 1989 als Baron Sainsbury of Preston Candover, of Preston Candover in the County of Hampshire, zum Life Peer erhoben und wurde dadurch Mitglied es House of Lords. Seine erste Rede dort hielt er am 23. November 1989. Als seine politischen Interessen gab er Kunst und Kommerz an. Im Zeitraum ab der Sitzungsperiode 1997/1998 nahm er unregelmäßig an Sitzungstagen teil. Von 2004 bis 2005 war er Mitglied des Joint Parliamentary Scrutiny Committee on Draft Charities Bill. Zuletzt meldete er sich am 5. Januar 2010 im House of Lords zu Wort; am 17. März 2010 nahm er zuletzt an einer Abstimmung teil. Ab dem 25. Mai 2010 war er durch einen vom House of Lords vergebenen Leave of Absence beurlaubt.

## Geschäftskarriere
Sainsbury begann 1950 bei Sainsbury’s, dem Jahr, in dem das erste Selbstbedienungsgeschäft in Croydon eröffnete, er arbeitete in der Lebensmittelabteilung. Im folgenden Jahr übernahm er die Verantwortung für den Verkauf von Keksen. Später übernahm er die Verantwortung für zahlreiche andere Bereiche des Unternehmens, 1956 auch für den Kauf von Speck.
Er wurde 1958 Direktor des Unternehmens, das zu der Zeit als J. Sainsbury Ltd. bekannt war, 1967 wurde er stellvertretender Vorsitzender (Deputy Chairman), nachdem sein Vater Alain Sainsbury in den Ruhestand ging.
1969 übernahm Sainsbury den Vorsitz von seinem Onkel Sir Robert Sainsbury als Vorsitzender (Chairman) und CEO.
Zu dieser Zeit waren die Umsätze von Tesco doppelt so hoch und die von Marks & Spencer neunmal so hoch wie die von Sainsbury’s, obwohl die Gesellschaft damals vom Marktanteil her der größte britische Lebensmitteleinzelhändler seit 1922 war.
Er führte das Unternehmen am 12. Juli 1973 an die London Stock Exchange, welches zu dieser Zeit der größte Börsengang aller Zeiten war. Von der Presse wurde dies „der Verkauf des Jahrhunderts“ genannt, seine Familie behielt weiter die Kontrolle mit einem Anteil von 85 %.
Während sein Cousin David Sainsbury den Anteil seines Vaters Robert Sainsbury von 18 % erbte, musste Lord Sainsbury den Anteil von 18 % seines Vaters mit seinen jüngeren Brüdern Simon Sainsbury und Tim Sainsbury aufteilen, so dass jeder einen Anteil von 6 % erhielt. Es wird angenommen, dass Robert Sainsbury David Sainsbury seinen gesamten Anteil überließ, anstatt zwischen David und dessen drei Töchtern aufzuteilen, so dass David mehr Stimmen hat, wenn man in Betracht zieht, dass JD einen energischen, autokratischen Führungsstil hat, während David immer vorsichtiger war und weniger interessiert am Familiengeschäft war.
Während seiner 23 Jahre als Vorsitzender (Chairman) ersetzte Sainsbury alle 82 Warenhäuser durch moderne Supermärkte und die Anzahl der britischen Lebensmittelgeschäfte wurde von 244 Läden (inklusive 162 Selbstbedienungsläden) auf 313 Supermärkte gesteigert, während die durchschnittliche Größe der neuen Supermärkte von 8,120 sq ft (754 m²) auf 34,980 sq ft (3,250 m²) stieg. Die Auswahl von Produkten stieg von 4.000 (inklusive 1.500 eigener Produkte) auf 16.000 (zu denen 8.000 eigene Markenprodukte zählen). Es wurde ihm nachgesagt, dass er persönlich eigene Markenprodukte testet, um sicherzugehen, dass er mit der Qualitätskontrolle zufrieden ist und stimmte persönlich jedem Verpackungsdesign einer Eigenmarke zu, bevor es in den Handel kam. Er soll unangekündigt in Filialen, entweder mit einem Helikopter oder einem Bentley, erschienen sein, um die Gänge zu patrouillieren und merkte an, wenn etwas nicht richtig war.
Er führte Sainsbury’s in die USA durch den Kauf von Shaw’s, einer US-Supermarktkette, und startete sowohl die Homebase als auch die Savacentre-Ventures. Shaw’s und Homebase wurden seitdem verkauft, während Savacentre umbenannt wurde.
Zwischen 1973 und 1992 stieg der Marktanteil des Unternehmens von £117 Millionen auf £8.115 bn durch einen Anstieg in dem Anteilspreis von 9p auf 464p (am 15. Mai 1992). Zwischen 1969 und 1992 stiegen die Verkäufe von £166 Millionen auf £9.202bn und der Gewinn vor dem Steuerabzug stieg von £4.3 Millionen auf £628 Millionen. Das Unternehmen erreichte auch die höchsten Verkaufszahlen pro Quadratmeter in der Lebensmittelbranche und der Marktanteil der britischen Supermärkte von 2,5 % auf 10,4 % stieg. Sainsbury’s übernahm auch Tesco und Marks & Spencer (letzteren kurz bevor er an seinem 65. Geburtstag am 2. November 1992 in den Ruhestand ging), um die größte und erfolgreichste britische Supermarktkette zu werden. Nachdem er in den Ruhestand gegangen war, wurde sein Cousin und Labour-Unterstützer David Sainsbury (jetzt Lord Sainsbury of Turville) Vorsitzender. Tesco übernahm Sainsbury’s und wurde 1995 Großbritanniens größte Supermarktkette. David Sainsbury trat 1998 als Vorsitzender zurück, um seinen Ambitionen einer politischen Karriere zu folgen.
Obwohl John Sainsbury im Ruhestand ist, ist er Präsident auf Lebenszeit des Unternehmens und ist weiterhin aktiv am Geschehen dort interessiert. Er unternimmt weiterhin Besichtigungen mit dem derzeitigen Chief Executive Justin King und ist das Familienmitglied, das immer an den J Sainsbury plc Annual General Meetings teilnimmt.
Er ist auch das Familienmitglied mit einem großen Anteil, dessen Verkauf er zögert abzugeben. Während des Verkaufs von Familienanteilen zwischen 2005 und 2008, die von 35 % auf 15 % sanken, war es Lord Sainsbury, der als letztes Familienmitglied wichtiger Anteilseigner war, er selbst senkte seinen Anteil von 4 % auf 3,89 %, die Differenz von 0,11 % gehört einem Wohltätigkeitsfonds von ihm.
J Sainsbury plc wurde am 5. Dezember 2006 von Lord Sainsbury of Preston Candover darüber informiert, dass er kein nennenswertes Interesse nach dem Transfer der Anteile in seiner Familie hält. Als Resultat ist sein Anteil von 3,89 % an Sainsbury’s nicht länger erwähnenswert.
Während der Übernahmeversuche 2007 nutzte Sainsbury N M Rothschild & Sons als seine finanziellen Berater und ihm wurde nachgesagt, dass er von den wichtigen Anteilseignern der Familie einem Verkauf am zögerlichsten gegenübersteht. Während der Übernahmeangebote in der ersten Hälfte des Jahres 2007 wollte er nicht um jeden Preis verkaufen.
Im August 2009 hielt Sainsbury weiterhin etwas unter 3 % des Unternehmens und den Vorteilen von 1,6 % des Eigenkapitals. Obwohl David Sainsbury den größten Anteil in der Familie mit 5,85 % hält und John Sainsbury etwas unter 3 % beträgt der Ertrag für David Sainsbury ist nur 0,57 %, verglichen mit 1,6 % für JD Sainsbury. Die Sainsbury-Familie als ganzes kontrolliert ungefähr 15 % an Sainsbury's. In der Sunday Times Rich List 2008 wurde das Vermögen seiner Familie auf £1.3 Milliarden geschätzt.

## Wohltätigkeit
1985 stellten er und seine beiden Brüder Gelder bereit, um einen neuen Flügel der National Gallery zu bauen, dessen Kosten sich auf etwa £50 Millionen belaufen. Dieser wurde 1991 als Sainsbury Wing eröffnet.
Zusammen mit seiner Frau betreibt er den Linbury Trust, der verschiedene Projekte in den Bereichen Kunst, Bildung, Umwelt und nationales Erbe, Medizin, soziale Wohlfahrt und Entwicklungsländer finanziell unterstützt. Eines der bekanntesten Projekte des Linbury Trust war die Sanierung des weltbekannten Royal Opera House in London in den 1990er Jahren. Das Linbury Studio Theatre in dem Gebäude wurde in Anerkennung des bedeutenden Beitrages des Trust so benannt.
1987 begründete Lady Sainsbury den Biennial Prize for Stage Design, welcher nach talentierten Newcomern sucht und für den Bereich des Theaterdesign ermutigt, der Preis wird weiterhin ausschließlich vom Linbury Trust finanziert.
1993 gründete er zusammen mit Jacob Rothschild, 4. Baron Rothschild die Butrint Foundation, um die archäologischen Stätte Butrint in Albanien zu untersuchen.
Im September 2010 spendete er £25 Millionen an das British Museum. Laut der BBC war dies das größte Geschenk im Bereich der Künste in zwei Jahrzehnten.

## Weitere Ämter
Sainsbury war von 1965 bis 1976 und erneut von 1987 bis 1991 Direktor (Governor) der Royal Ballet School. Bei der Contemporary Arts Society war er zunächst von 1965 bis 1971 als Ehrensekretär (Honorary Secretary), später als stellvertretender Vorsitzender (Vice-chair) von 1971 bis 1974 tätig. Von 1972 bis 1975 war er Joint Honorary Treasurer des European Movement.
Er war von 1976 bis 1985 Mitglied des National Committee for Electoral Reform. Von 1982 bis 1984 gehörte er dem President's Committee der CBI an. Von 1986 bis 1987 war er Vorsitzender (Chair) des Benesh Institute of Choreology. Beim Royal Ballet war er von 1987 bis 2003 Direktor und von 1995 bis 2003 Chair of governors. Seit 2003 ist er Visitor des Ashmolean Museum. Von 2003 bis 2005 war Sainsbury Direktor der Rambert School of Ballet and Contemporary Dance.
Von 1972 bis 1980 war er Direktor von The Economist. Seit 2009 ist er Direktor des Centre for Policy Studies. Ebenfalls seit 2009 ist er Vizepräsident (Vice-President) des Royal Opera House Covent Garden, wo er zuvor von 1969 bis 1985 Direktor und von 1987 bis 1991 Vorsitzender (Chairman) war. Von 1974 bis 1984 und von 1987 bis 1997 war er Direktor des Royal Opera House Trust. Für den Royal Opera House Endowment Fund war Sainsbury von 2001 bis 2005 Chairman of Trustees.
Dem Council of Friends of Covent Garden gehörte er von 1969 bis 1991 an und war dort 1969 bis 1981 Vorsitzender.
Er war Mitglied des Treuhandrates (Trustee) der National Gallery von 1976 bis 1983, des Westminster Abbey Trust von 1977 bis 1983, der Tate Gallery von 1982 bis 1983, des Rhodes Trust von 1984 bis 1998 und der Saïd Business School Foundation seit 2003.
Sainsbury war Präsident des British Retail Consortium von 1993 bis 1997, sowie dort von 1975 bis 1979 Mitglied des Aufsichtsrates (Council). Von 1993 bis 2000 war er Präsident des Sparsholt College. Beim Friends of Nelson Mandela Children's Fund war er von 1996 bis 2000 einer von mehreren Direktoren. Seit 2004 ist er Schirmherr (Patron) der Dulwich Picture Gallery, wo er von 1994 bis 2000 Chairman of Trustees war. Seit 2005 ist er außerdem Schirmherr des Sir Harold Hillier Gardens and Arboretum.

## Ehrungen
Sainsbury wurde 1980 für seine Verdienste um den Lebensmitteleinzelhandel als Knight Bachelor geadelt. Er wurde 1982 Honorary Fellow des Worcester College der University of Oxford. 1985 wurde er Honorary Bencher der Anwaltskammer Inner Temple.
Er erhielt 1989 die Albert Medal der Royal Society of Arts. 1992 wurde er als Knight Companion in den Hosenbandorden aufgenommen. 2000 wurde er mit dem Hadrian Award ausgezeichnet. 2002 wurde er Honorary Fellow des British School at Rome. 2008 erhielt er die Prince of Wales Medal for Arts Philanthropy.
Sainsbury ist Träger mehrerer Ehrendoktortitel. 1985 zeichnete ihn die University of London mit de Ehrendoktorwürde des (Hon DScEcon). Die South Bank University ehrte ihn 1992 mit einem Doctor of Letters (Hon Dlitt). Von der University of Bristol erhielt er 1993 einen Ehren-Doktor der Rechte. 2000 wurde Sainsbury von der University of Cape Town mit einem Honorary DScEcon ausgezeichnet.
1973 wurde er Fellow des Institute of Grocery Distribution. 1993 wurde er Honorary Fellow des Royal Institute of British Architects.

## Familie
Sainsbury ist mit der früheren Ballerina Anya Linden verheiratet. Sie haben drei Kinder.